# Mycomya funebris
Mycomya funebris är en tvåvingeart som beskrevs av Freeman 1951. Mycomya funebris ingår i släktet Mycomya och familjen svampmyggor. Inga underarter finns listade i Catalogue of Life.